# パーキンズ郡 (サウスダコタ州)
パーキンズ郡（英: Perkins County）は、アメリカ合衆国サウスダコタ州の北西部に位置する郡である。2010年国勢調査での人口は2,982人であり、2000年の3,363人から11.3％減少した。郡庁所在地はバイソン（人口333人）であり、同郡で人口最大の町はレモン市（人口1,227人である。パーキンズ郡はその面積で、サウスダコタ州の郡ではミード郡に次いで第2位である。1908年に設立され、州上院議員のヘンリー・E・パーキンズに因んで名付けられた。

## 地理
アメリカ合衆国国勢調査局に拠れば、郡域全面積は2,891平方マイル (7,487 km2)であり、このうち陸地は2,872平方マイル (7,437 km2)、水域は19平方マイル (49 km2)で水域率は0.66％である。
グランド川の大型人造湖であるシェイドヒル貯水池が郡内にある。

### 主要高規格道路
- アメリカ国道12号線
- サウスダコタ州道20号線
- サウスダコタ州道73号線
- サウスダコタ州道75号線

### 隣接する郡
- アダムズ郡 (ノースダコタ州) - 北
- コーソン郡 - 東
- ジーバック郡 - 南東
- ミード郡 - 南
- ビュート郡 - 南西
- ハーディング郡 - 西

### 国立保護地域
- グランド川国立草原（部分）

## 人口動態
以下は2000年の国勢調査による人口統計データである。
| 基礎データ - 人口: 3,363人 - 世帯数: 1,429 世帯 - 家族数: 937 家族 - 人口密度: 0.5人/km2（1.2人/mi2） - 住居数: 1,854軒 - 住居密度: 0.25軒/km2（0.6軒/mi2） 人種別人口構成 - 白人: 96.64% - アフリカン・アメリカン: 0.15% - ネイティブ・アメリカン: 1.64% - アジア人: 0.24% - その他の人種: 0.51% - 混血: 0.83% - ヒスパニック・ラテン系: 0.74% 年齢別人口構成 - 18歳未満: 24.1% - 18-24歳: 5.6% - 25-44歳: 23.4% - 45-64歳: 23.2% - 65歳以上: 23.7% - 年齢の中央値:43歳 - 性比（女性100人あたり男性の人口） - 総人口: 96.3 - 18歳以上: 96.3 | 世帯と家族（対世帯数） - 18歳未満の子供がいる: 27.3% - 結婚・同居している夫婦: 57.8% - 未婚・離婚・死別女性が世帯主: 5.2% - 非家族世帯: 34.4% - 単身世帯: 32.9% - 65歳以上の老人1人暮らし: 17.5% - 平均構成人数 - 世帯: 2.31人 - 家族: 2.93人 収入と家計 - 収入の中央値 - 世帯: 27,750米ドル - 家族: 33,537米ドル - 性別 - 男性: 23,665米ドル - 女性: 16,856米ドル - 人口1人あたり収入: 15,734米ドル - 貧困線以下 - 対人口: 16.9% - 対家族数: 12.4% - 18歳未満: 21.6% - 65歳以上: 14.5% |

## 都市と町
都市名の後の数字は2010年国勢調査での人口を示す。
- バイソン町 — 333 - 郡庁所在地
- レモン市 — 1,227

### 郡区
パーキンズ郡は下記49の郡区に分けられている。
|  | - アダ - アンダーソン - アンテロープ、 - バーレット - ベック - バイソン - ブラッシー - バーディック - キャッシュ - キャッスルビュート | - チャンス - チョードイン - クラーク - デウィット - イングルウッド - フラットクリーク - フォスター - フレッドランド - グレンド - グランドリバー | - ホール - ハイランド - ホースクリーク - リバティ - リンカーン - ロッジポール - ローンツリー - モルトビー - マーシュフィールド - マーティン | - メドウ - モロー - プラトー - レインボウ - ロックフォード - スコッチキャップ - シドニー - ストロール - トレイル - ベイル | - ビッカース - バイキング - ブルーマン - ウェルズ - ホワイトビュート - ホワイトヒル - ウィルソン - ワイアンドット |

未編入領域は下記の8つがある。
- ダッククリーク
- イーストパーキンズ
- インデペンデンス
- プレザントバレー
- サウスパーキンズ
- サウスウェストパーキンズ
- ウェストセントラルパーキンズ
- ウェストパーキンズ